# Belforêt-en-Perche
Belforêt-en-Perche ist eine französische Gemeinde mit 1.486 Einwohnern (Stand 1. Januar 2022) im Département Orne in der Region Normandie. Sie gehört zum Kanton Ceton und zum Arrondissement Mortagne-au-Perche.
Sie entstand mit Wirkung vom 1. Januar 2017 als Commune nouvelle durch die Zusammenlegung der bisherigen Gemeinden Le Gué-de-la-Chaîne, Eperrais, Origny-le-Butin, La Perrière, Saint-Ouen-de-la-Cour und Sérigny, die in der neuen Gemeinde den Status einer Commune déléguée haben. Der Verwaltungssitz befindet sich im Ort Le Gué-de-la-Chaîne.

## Gliederung
| Ortsteil                              | ehemaliger INSEE-Code | Fläche (km²) | Einwohnerzahl zum 1. Januar 2022 |
| ------------------------------------- | --------------------- | ------------ | -------------------------------- |
| Le Gué-de-la-Chaîne (Verwaltungssitz) | 61196                 | 18,64        | 676                              |
| Eperrais                              | 61154                 | 14,12        | 105                              |
| Origny-le-Butin                       | 61318                 | 04,57        | 088                              |
| La Perrière                           | 61325                 | 16,16        | 213                              |
| Saint-Ouen-de-la-Cour                 | 61437                 | 06,04        | 055                              |
| Sérigny                               | 61471                 | 15,00        | 349                              |

## Lage
Belforêt-en-Perche liegt rund 30 Kilometer ostsüdöstlich von Alençon im Regionalen Naturpark Perche. An der südlichen Gemeindegrenze verläuft der Fluss Même.